# Nils Wohlin

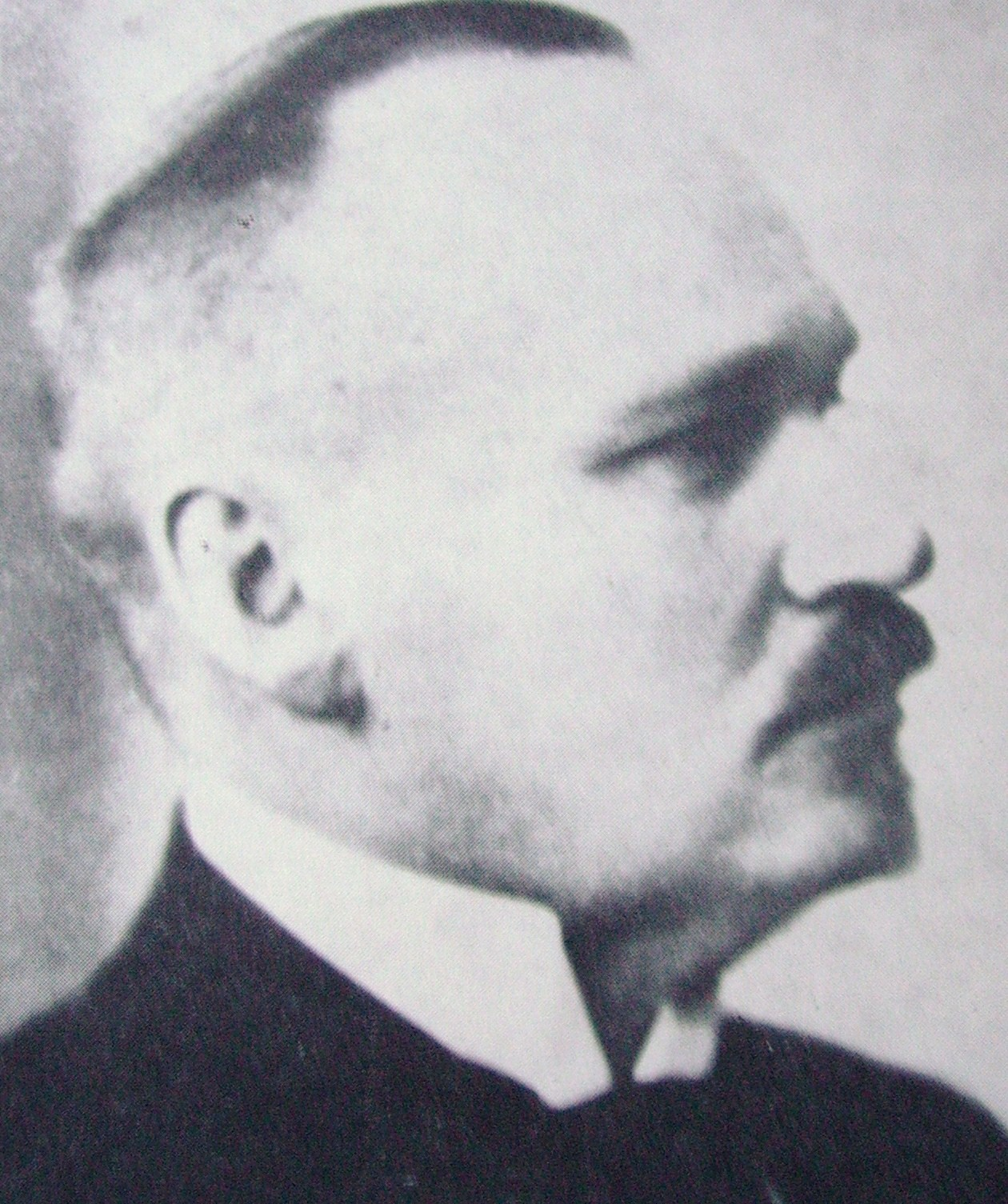
Nils Wohlin

Nils Richard Wohlin (* 11. Juni 1881 in Stockholm; † 5. März 1948 in Stigtomta) war ein schwedischer Wirtschaftswissenschaftler, Beamter und Politiker. Wohlin bekleidete von 19. April 1923 bis 18. Oktober 1924 das Amt des Handelsministers unter Ernst Trygger und vom 2. Oktober 1928 bis 10. Juni 1929 das des Finanzministers unter Arvid Lindman.

## Leben
Nils Wohlin studierte Wirtschaftswissenschaften an der Universität Uppsala, wo er 1903 das Lizenziat erhielt. Ab 1908 arbeitete Wohlin als Dozent für Nationalökonomie an der Hochschule Stockholm, wo er 1913 er promovierte. Von 1916 bis 1930 war Wohlin Professor für Statistik an der Universität Uppsala. 1930 wurde er zum Generalzolldirektor ernannt.
1919–1942 war Wohlin Abgeordneter des Schwedischen Reichstags für unterschiedliche politische Gruppierungen und Parteien wie etwa dem Bauernverband (1919–1928 und 1932–1942 Mitglied der ersten Kammer sowie Mitglied der zweiten Kammer des Reichstags 1929–1931). Während seiner politischen Laufbahn bekleidete er Ämter in verschiedensten Kommissionen und war schwedischer Handelsminister sowie Finanzminister.
Als Reichstagsabgeordneter unterstützte Wohlin mehrere Eingaben und Gesetzesanträge für Eugenik. Nachdem 1909 die Schwedische Gesellschaft für Rassenhygiene (Svenska sällskapet för rashygien) für eugenischen Forschung gegründet wurde, zählte Wohlin zu einem Netzwerk von Personen, die die Gründung eines staatlichen Instituts für Rassenbiologie und ein Gesetz für „eugenische Sterilisierungen“ anstrebten (darunter auch Herman Nilsson-Ehle, Herman Lundborg und Alfred Petrén). 1921 unterzeichnete Nils Wohlin einen Gesetzesantrag für die Schaffung eines staatlichen Instituts, der in die erste Kammer des Reichstages eingebracht wurde. Ein zweiter Antrag war neben Anderen von Hjalmar Branting und Arvid Lindman in die zweite Kammer eingebracht worden. Das Staatliche Institut für Rassenbiologie wurde als Folge der Gesetzesanträge 1922 an der Universität Uppsala gegründet.
Nils Wohlin wurde 1911 Mitglied der Königlich Schwedischen Forst- und Landwirtschaftsakademie, 1918 Mitglied der Königlich Schwedischen Akademie der Wissenschaften und war 1932 Mitglied der schwedischen Delegation bei der Genfer Abrüstungskonferenz. 1946 wurde ihm der Sankt-Olav-Orden mit Großkreuz für „besonders herausragende Verdienste für die Sache Norwegens während des Krieges“ verliehen.
Nils Wohlin war verheiratet mit Gull Magnell-Wohlin (1909–1919), mit Margit Wohlin (1927–1935), der Tochter des Ökonomen Gustav Cassel, und mit Andrea Andreen (1937–1942). Er war der Vater der Politiker Ulla Lindström, Lars Wohlin und Anna Wohlin Andersson.